# ناوكو كاواشيما
ناوكو كاواشيما (باليابانية: 川嶋奈緒子؛ بالكانا: かわしま なおこ) هي سباحة متزامنة يابانية، ولدت في 7 أبريل 1981 في طوكيو في اليابان.

## وصلات خارجية
- ناوكو كاواشيما على موقع الاتحاد الدولي للسباحة (الإنجليزية)
- ناوكو كاواشيما على موقع أوليمبيديا (الإنجليزية)